# 福島市写真美術館
福島市写真美術館（ふくしまし しゃしん びじゅつかん）は、福島県福島市にある主に写真を展示することを目的とした美術館。別名、花の写真館。福島市中心部の信夫山の麓に2003年（平成15年）4月15日開館した。

## 概要
写真家の秋山庄太郎が、市内渡利にある花見山公園を「福島には桃源郷がある」と全国に紹介し、福島市の観光に貢献したことから2001年（平成13年）10月に福島市ふるさと栄誉賞が贈られ、その折、秋山から作品の寄贈を受け、当施設が開館した。秋山庄太郎を顕彰する品々が旧所長室に常設展示されており、各種企画展やワークショップも開かれている。
建物は1922年（大正11年）、逓信省電気試験所福島試験所として建てられ、後に日本電気計器検定所として使われた。石造2階建て、寄棟、瓦葺きの建物であり、柱型を意識するように上部がデザイン化されている。玄関周りを外壁面から張り出すことで正面性を強調させ、屋根上部まで伸びたパラペットやレリーフ、玄関屋根廻りの意匠などが建物を印象的なものとしている。大正時代に建てられた近代建築の遺構として貴重なことから2002年（平成14年）6月に市有形文化財に指定され、長い間歴史的建築物として市民に親しまれてきた。一階の内装も美術館の開館にあわせ建設当時に復元されており、玄関や漆喰壁、レリーフに当時の面影が窺える。
2011年3月11日の東日本大震災で被災し約10年間休館していたが、耐震工事を行い、2021年5月29日にリニューアルオープンした。

## 利用
開館時間
9時 - 16時30分
休館日
年末年始（12月29日 - 1月3日）

## 交通
公共交通
- 福島駅より東口・9番バス乗り場より、福島交通バス・市内循環2コース→「福高前」下車、徒歩1分

車移動
- 東北自動車道福島飯坂ICより約15分（主な経由道路：国道13号）